# 이경인
이경인(李敬仁, 1575년 ~ 1642년 8월 29일)은 조선 후기의 왕족 출신 무신으로, 성종의 12번째 서자 무산군 종의 4대손이다. 인조 때 경기도 이천부사겸 광주병마진관으로 재직 중 병자호란의 치욕을 부끄럽게 여겨 벼슬을 버리고, 광주군 돌마면의 탄천(炭川) 상류 정자나무숲 근처에 정자를 짓고 여생을 보냈다. 자는 극보(克甫), 호는 정촌(亭村), 본관은 전주이다.
1624년(인조 2) 이괄의 난을 진압하는데 참여하여 원종공신에 녹훈되었다. 이후 함흥판관, 안산현감, 경기도 이천도호부사 겸 광주병마진관 등을 역임하였다. 그가 정자를 지은 것에서 분당구 정자동(亭子洞)이 유래했다는 설과, 정자나무가 있어서 정자말, 정자골, 정자동이라 부르던 마을에 그가 정착했다는 설, 이미 정촌 능동(亭村陵洞)이라는 이름이 존재하였다는 설로, 그의 호 정촌이 여기서 비롯되었다는 설 등이 있다. 정구(寒岡 鄭逑)의 문인이다.

## 생애
성종의 12번째 서자 무산군 종의 4대손으로, 증조부는 영안정 이학수(永安正 李鶴壽)이고, 조부는 할아버지는 화릉군 이수혜(花陵君 李秀蕙)이며, 아버지는 인원수 이강(仁原守 李橿)이고, 어머니는 평산신씨(平山申氏)로 한성부서윤 신효중(申孝仲)의 딸이다.
무산군의 다섯번째 아들인 태안군 이팽수(泰安君 李彭壽)가 후사가 단절되자 아버지인 인원수 이강이 그의 양손자로 출계하였다. 따라서 양주군 신혈면 중흥동에서 광주군 돌마면 정촌능동으로 와서 생활하였다. 그러나 11세에 부모를 잃고 태안군 팽수에 의해 양육되었다. 어려서 한강 정구(鄭逑)의 문하에서 학문을 배웠다. 그는 새고개(새능안)에 심산정자(深山亭子)를 건립하고 학문에 열중하는 한편 활쏘기와 권술 등을 익혔다. 수학하는 동안 심희수(沈喜壽), 미수 허목(眉叟 許穆) 등과 교류하였다.
과거 시험에 몇번 응시하였으나 급제하지 못하다가 1610년(광해군 2) 음서(蔭敍)로 내시교관이 되어 관직에 올랐다.
1624년(인조 2) 이괄의 난을 진압하는데 참여하여 녹원종공신(錄原從功臣)이 되고 함흥판관, 안산현감, 경기도 이천도호부사 겸 광주병마진관에 제수되었다. 이천부사겸 광주병마진관 등을 역임하였는데 병자호란 당시 근왕한 공로와 증조모 안산김씨의 고조부 정경이 원종공신인 것 등이 감안되어 통정(通政)에 승진하였다. 그의 두 아들 선무랑 이석명(李錫命)과 사복정 이석형(李錫亨)은 심산정자에서 수학하던 중 8도선전교서가 내려지자, 수학하던 학사들을 거느리고 안성군 지역에서 의병을 일으켰으며, 양곡을 군량으로 지원하였고 일부는 지하창고를 파서 잘 보관했다가 이후 8개 고을에 종자를 보급하여 기근을 구황(求荒)하여, 8개 고을에 이를 기념하는 거사비(去思碑)가 건립되었다.
그러나 병자호란의 치욕을 부끄럽게 여겨 벼슬을 내놓고 광주군 탄천변에 내려와 정자를 짓고, 한운야학(閑雲野鶴, 한가로운 생활로 유유자적하는 경지)으로 소일하였다. 그 후 그가 심산정자를 세운 곳이 정자가 있는 마을란 뜻의 정자리(亭子里)가 되었다 한다. 그러나 이미 정자나무가 있어서 정자말, 정자골, 정자동이라 부르던 마을에 그가 정착했다는 설, 이미 정촌 능동(亭村陵洞)이라는 이름이 존재하였다는 설로, 그의 호 정촌이 여기서 비롯되었다는 설 등이 있다.

### 사후
그의 심산정자(深山亭子)에서는 이후 3대에 걸쳐서 수학하며 100여 명의 문하생을 길러냈다 한다.
경기도 광주군 돌마면 정자리(현, 성남시 분당구 정자동 산 33-1), 불곡산줄기 정촌 신능내(亭村新陵內, 새고개)부락 간좌(艮坐)에 매장되었다. 뒷날 인근 성남시 분당구 정자동 산11-1번지 장작골 산 능골에 있던 태안군 묘역이 1991년 성남시 도시개발로 인해 1991년 11월 23일 근처로 이장되어 와, 그의 묘소는 태안군 묘역과 함께 경기도 기념물 제118호 《전주이씨태안군파묘역》으로 지정되었다.
후대에 그의 묘소 인근에 8호선 미금역과, 그의 묘소 바로 옆 동북방에는 한국가스공사, 한국토지공사가 들어섰다. 한국토지공사 정문 좌측, 운동장 좌측 오른쪽 300m 지점 등산로변에 그의 묘소가 있다.

## 가족 관계
첫 부인 동래정씨는 1녀를 낳고 일찍 죽었고, 두번째 재취 부인 남양홍씨는 2남을 두었다.
- 친 증조부 : 영안정 이학수(永安正 李鶴壽)
- 양 증조부 : 태안군 이팽수(泰安君 李彭壽)
- 할아버지 : 화릉군 이수혜(花陵君 李秀蕙)
- 아버지 : 인원수 이강(仁原守 李橿, 1551년 12월 4일 ~ 1585년 또는 1645년 5월 13일)
- 어머니 : 평산신씨(平山申氏, 1554년 12월 19일 ~ ?년 5월 15일)로 한성부서윤 신효중(申孝仲)의 딸
  - 동생 : 이경의(李敬義), 덕원정 이추(德原正 李樞)의 양자로 출계
  - 누이 : 전주이씨(全州李氏)
  - 매부 : 신익수(申翼壽, 평산신씨, 문과 참의)
  - 누이 : 전주이씨(全州李氏)
  - 매부 : 류역(柳湙, 흥양류씨, 문과 승지)
    - 외조카 : 류지원(柳之遠)
    - 외조카사위 : 황덕흥(黃德興), 사헌부감찰
- 부인 : 동래정씨(東萊鄭氏, 1573년 6월 21일 ~ ?년 9월 10일), 의정부우의정 정언신(鄭彦信)의 딸
  - 딸 : 전주이씨(全州李氏)
  - 사위 : 윤건지(尹建之, 해평윤씨, 현감), 판서 윤휘(尹暉)의 아들
    - 외손자 : 윤제(尹堤)
    - 외손자 : 윤원(尹垣)
    - 외손자 : 윤담(尹墰)
- 부인 : 남양홍씨(南陽洪氏, 1566년 6월 21일 ~ ?년 6월 16일), 판관 홍요좌(洪堯佐)의 딸
  - 아들 : 이석명(李錫命, 1611년 12월 26일 ~ 1673년 5월 7일)
  - 며느리 : 풍천임씨(豊川任氏, 1615년 ~ 1666년 1월 10일), 승지 임효달(任孝達)의 딸
    - 손자 : 이시흥(李始興)
    - 손자 : 이정흥(李鼎興)
    - 손자 : 이윤흥(李胤興)
    - 손자 : 이익흥(李益興)
    - 손녀 : 전주이씨(全州李氏)
    - 손녀사위 : 조융(趙火+戎)
    - 손녀 : 전주이씨(全州李氏)
    - 손녀사위 : 양성(梁晟)
    - 손녀 : 전주이씨(全州李氏)
    - 손녀사위 : 박림(朴琳)

  - 아들 : 이석형, 숙부 항산군 이정(恒山君 李楨)의 제사를 봉사하였다.[1]
  - 딸 : 전주이씨(全州李氏)
  - 사위 : 이회(李檜, 연안이씨, 문과 부사), 판서 이창정(李昌庭)의 아들
    - 외손자 : 이우징(李虞徵)
    - 외손자 : 이하징(李夏徵, 문과)
    - 외손자 : 이명징(李明徵), 현감
    - 외손자 : 이도징(李道徵), 무과 부사
    - 외손자 : 이대징(李大徵)

  - 딸 : 전주이씨(全州李氏)
  - 사위 : 홍진한(洪振翰, 남양인)
- 첩 : 이름 미상
  - 서녀 : 전주이씨(全州李氏), 전흡(田潝)의 처 혹은 첩
    - 서외손자 : 전덕보(田德普)
    - 서외손자 : 전덕윤(田德潤)

## 기타
그의 숙부 항산군 이정의 첫 부인은 파평윤씨로 윤경의 딸이며, 윤흥신의 손녀이고, 윤임의 증손녀이다. 파평윤씨의 친정어머니는 명송부수 이운의 딸로, 윤씨의 친정어머니 전주이씨는 그의 조부 영안정 이학수와 10촌, 윤씨의 외조부 명송부수 이운은 그의 증조부 무산군 이종과 8촌간이 된다.

## 같이 보기
- 이괄의 난
- 병자호란
- 심산정자
- 정자동
- 정구
- 허목

## 관련 서적
- 경기도, 《경기인물지》 (경기도, 1991)
- 경기도, 《경기문화재대관》 (경기도, 1998)